# 马姆斯伯里的威廉
威廉（英文：William of Malmesbury）（约1080年/1095年——约1143年），12世纪英国历史学家，大约1080年或1095年出生于威尔特郡。他的父亲是诺曼人，母亲是英国人。威廉一生都在英格兰度过，他成年后在英格兰威尔特郡的马姆斯伯里修道院作一名僧侣。

## 传记
威廉在马姆斯伯里修道院接受的教育包括浅显的逻辑学和物理学，道德哲学还有历史，无论如何，这些是他投入最多注意力的学科。在他学习期间，他收集中世纪历史藏品，这赋予他一个想法，一个模仿比德的《英吉利教会史》进行通俗记述的英国历史。威廉对比德明显的尊敬是显而易见的，即使在他的《盎格鲁国王史》的序言中，他都表达了他对比德的赞赏。
为了实现这个想法，威廉在1120年前后创作了他的盎格鲁国王史（英国国王的事迹或者英国人的国王的事迹），该书从公元449年跨越到1120年。他随后对其进行编辑和扩充，直到1127年，发布了一个献给格洛斯特伯爵的修订版。这个国王史的“第二版”被现在的学者认为是英格兰重要的历史著作之一。在威廉的这本书的第一版之后，1125年发行了《盎格鲁主教史》（英国主教的事迹）。
在此前后，威廉结识了索尔兹伯里的罗杰主教，他在马姆斯伯里拥有一座城堡。可能是这种了解加上对威廉的国王史的明确接受，在1140年，提议威廉获得马姆斯伯里修道院院长的职务。然而威廉更喜欢他作为图书馆员和学者的工作，结果拒绝了这个建议。威廉的一次公开露面被安排在1141年的温彻斯特会议，会议上神职人员表示拥护马蒂尔达皇后。威廉继续他关于《历史小说》，或称作《近代史》，一本三册的编年史的编纂，该书时间从公元1128年延续至1142年，包括了斯蒂芬国王统治时期政治混乱的重要记载。这个工作却于1142年底突然中断，伴随着一个无法履行的承诺（承诺继续工作）。威廉可能在他能履行他的承诺前去世了。

## 意义
他被包括约翰·弥尔顿在内的许多人誉为当时英国最好的历史学家之一，并以有说服力的文档资料和他清晰而吸引人的写作风格而留名。一个引人注目的拉丁文体家，他展示出文学和对历史进行清晰描绘的天赋，在他的时代非常的知名。他是一位自1066年以来非常重要的权威；许多生动的故事和对人和事件精明的判断都能从他的记录中获得。一些学者就他不标准的编年史形式对他进行批评，认为他的年表不能令人满意并且他材料的安排有些轻率。威廉许多关于伍斯特主教伍尔夫斯坦的工作被认为是来自于和其同时代的科尔曼的第一手记录，威廉仅仅将文献从古英语翻译成拉丁语。威廉的工作仍被认为是非常宝贵的，尽管有这些瑕疵，马姆斯伯里的威廉仍是十二世纪英国最著名的历史学家之一。